# Espace naturel sensible
Pour les articles homonymes, voir ENS.

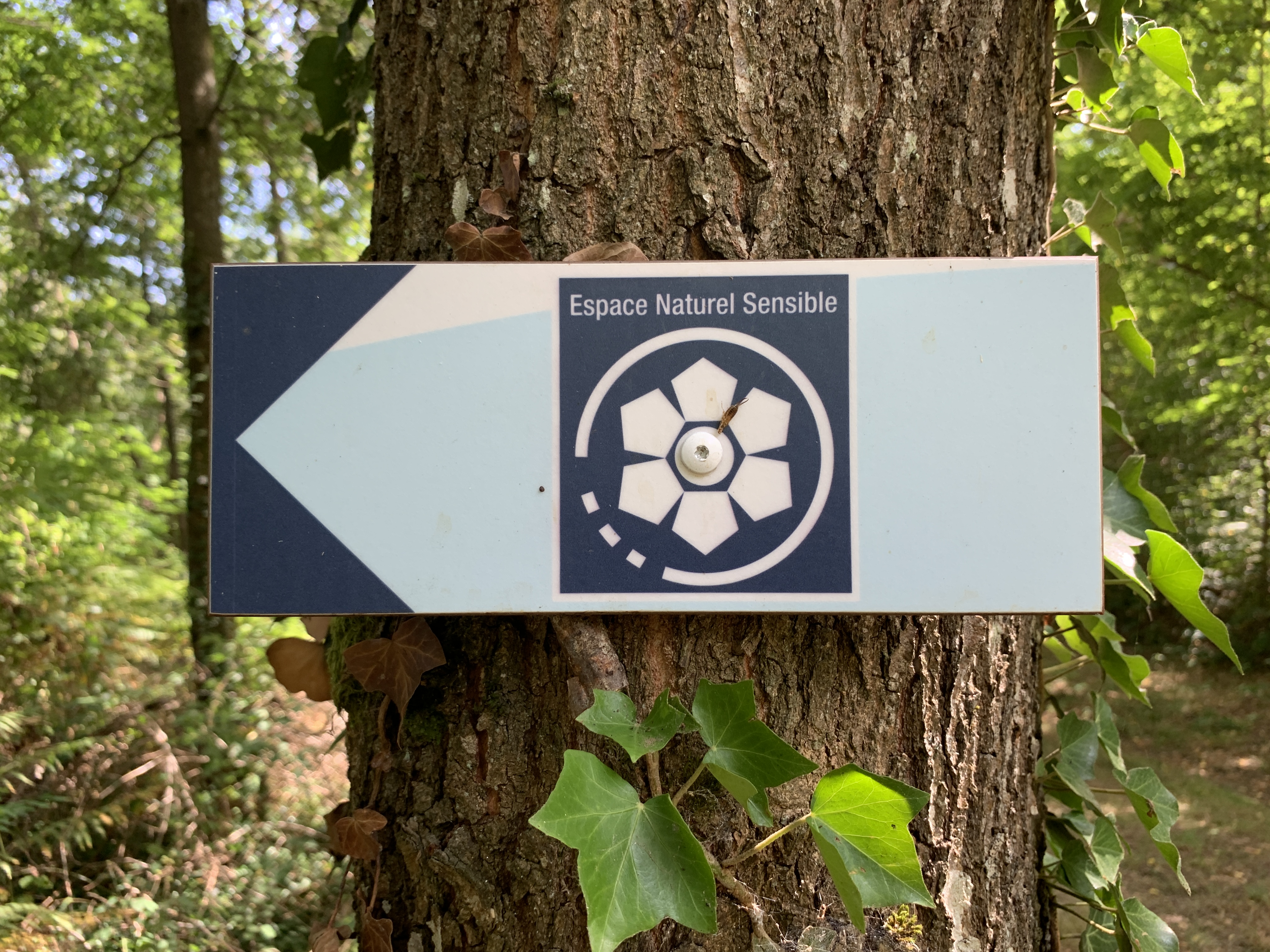
Logo des espaces naturels sensibles sur un panneau à la lande tourbeuse des Oignons, Boz.

Signalisation routière des ENS.

Un espace naturel sensible (ENS) est une aire protégée, définie par la législation francaise, acquise ou gérée par un département. Les ENS sont institués en France par la loi 76.1285 du 31 décembre 1976, puis précisés jurisprudentiellement par le tribunal de Besançon. Ils font suite aux « périmètres sensibles » créés par décret en 1959 pour tenter de limiter l'urbanisation sauvage du littoral. Ils font partie des aires protégées de France.
Ils contribuent généralement à la trame verte et bleue nationale, qui décline le réseau écologique paneuropéen en France, à la suite du Grenelle de l'Environnement et dans le cadre notamment des schémas régionaux de cohérence écologique (SRCE).
Des gardes assermentés et pouvant donc dresser des procès-verbaux (PV) sont chargés de surveiller et de gérer ces espaces, dans un rôle pédagogique, de médiation et de sensibilisation du public.

## Définition et textes législatifs
On distingue les espaces naturels sensibles proprement (ENS) et les espaces naturels associés (ENA), qui sont des zones tampons vis-à-vis des espaces urbanisés.

Les espaces naturels sensibles des départements sont un outil de protection des espaces naturels par leur acquisition foncière ou par la signature de conventions avec les propriétaires privés ou publics mis en place dans le droit français et régis par le code de l'urbanisme : 
« Le département est compétent pour élaborer et mettre en œuvre une politique de protection, de gestion et d'ouverture au public des espaces naturels sensibles, boisés ou non, destinée à préserver la qualité des sites, des paysages, des milieux naturels et des champs naturels d'expansion des crues et d'assurer la sauvegarde des habitats naturels selon les principes posés à l'article L. 101-2. »
— Article L. 113-8 du code de l'urbanisme
« Pour mettre en œuvre la politique prévue à l'article L. 113-8, le département peut instituer une part départementale de la taxe d'aménagement destinée à financer les espaces naturels sensibles (…). »
— Article L.113-10 du code de l'urbanisme
Ces espaces sont protégés pour être ouverts au public, mais on admet que la surfréquentation ne doit pas mettre en péril leur fonction de protection. Ils peuvent donc être fermés à certaines périodes de l'année ou accessibles sur rendez-vous, en visite guidée. Certaines parties peuvent être clôturées pour les besoins d'une gestion restauratoire par pâturage.
En cas de défaillance du département, le conservatoire du littoral ou les communes peuvent aussi préempter. 
Le département peut réaliser des acquisitions au-delà de son droit de préemption, pour des immeubles n'ayant pas fait l'objet d'une déclaration d'aliéner, ou se situant hors d'une zone de préemption, à la suite d'une déclaration d'utilité publique. 

### Intégration internationale
Un espace naturel sensible est généralement considéré par l'Union Internationale pour la Conservation de la Nature (UICN) comme une aire protégée de catégorie V.

## Historique
Cette politique a évolué de 1976 (avec des prémices dès la fin des années 1950) jusqu'à aujourd'hui. Son histoire est riche d'enseignement sur l'évolution de la prise en compte de l'environnement en France dans cette période. Elle provient du droit de l'urbanisme, puis a bénéficié du contexte de la création des parcs nationaux et des parcs naturels régionaux, de la loi sur la protection de la nature de juillet 1976, de la loi sur l'architecture de 1977, des lois de décentralisation en 1985 et de nombreuses adaptations successives pour intégrer les évolutions du droit et des dispositifs français et européens de protection de l'environnement (Natura 2000…). Elle est marquée par cette double origine « urbanisme / environnement » et par la double préoccupation d'offrir des espaces récréatifs et de protéger et gérer la nature.
Les espaces naturels sensibles ont pris la place des « périmètres sensibles » créés par un décret de 1959. Institués pour tenter de protéger la Provence et la Côte d'Azur des appétits des promoteurs immobiliers, ils constituaient alors l'un des premiers instruments juridiques de protection des espaces menacés d'urbanisation excessive. Le décret instituait des zones de préemption au bénéfice de la collectivité publique. Mais si les zones de préemption ont bien été délimitées, elles ont été peu utilisées, notamment faute de moyens pour acquérir les terrains soumis à une forte pression foncière. La Bretagne a eu plus de succès dans son application sur le littoral mais c'est sans doute à cause d'une pression foncière plus faible. Un ensemble de sites côtiers bretons ont été acquis dans les années 1970-80 par les départements, notamment dans les Côtes-du-Nord (actuelles Côtes-d'Armor), et surtout à partir de 1977 date à laquelle la Loi sur l'Architecture institue un moyen de financement pour cette politique en créant la taxe départementale des espaces naturels sensibles (TDENS) assise sur les permis de construire.
La loi du 18 juillet 1985 (voir l'article Décentralisation en France pour plus de détails) a confié la politique des ENS à l'assemblée départementale, en lui affectant le produit de la taxe dont elle fixe librement le taux entre 0 et 2 %. La loi dispose qu'outre l'acquisition, elle peut être utilisée pour la restauration, l'aménagement ou la gestion des sites.
Dans le contexte de la décentralisation, l'application de la politique s'est progressivement étendue à un nombre croissant de départements avec des variations importantes dans les pratiques. Certains départements ont préféré réduire les acquisitions, coûteuses, pour signer des conventions avec les propriétaires. La Loi Littoral (1986) a facilité la protection des bords de mer grâce au recul de 100 mètres imposé à l'urbanisation.
En 2011, après plus de 25 ans d'expérience, les 170 000 hectares d'ENS contribuent à l'accès pour tous à la nature, par la préservation d'habitats naturels ou semi-naturels (terrils, carrières par exemple), des paysages et de la biodiversité. Indirectement, ils contribuent aussi au développement local et touristique.
Actuellement[Quand ?], 74 départements français utilisent cette mesure, totalisant 3050 espaces naturels sensibles qui couvrent environ 340 000 hectares (dont 270 000 hectares ont été désignés en zone de préemption).
La loi de finances rectificative du 29 décembre 2010, dans son article 28, instaure la taxe d'aménagement (mise en application à compter du 1er mars 2012). Celle-ci succède à la taxe locale d'équipement et remplace un certain nombre de taxes, dont la TDENS. Une délibération du conseil général institue le taux de la part départementale de la taxe d'aménagement, qui ne peut dépasser 2,5%.
Une charte des espaces naturels sensibles, élaborée en 2006 et signée par environ 65 conseils départementaux début 2015, tend à rendre - au niveau national - plus cohérentes et homogènes les politiques départementales ENS.

## Domaines d'utilisation de la taxe d'aménagement
Depuis le 1er mars 2012, la taxe d'aménagement (TA) est venue remplacer plusieurs taxes d'urbanisme antérieures, dont la taxe départementale des espaces naturels sensibles (TDENS) et la taxe départementale destinée au financement des conseils d'architecture, de l'urbanisme et de l'environnement (TDCAUE).
De vifs débats ont eu lieu entre les départements et le législateur au sujet des limites de l'utilisation de la taxe départementale des espaces naturels sensibles. Les associations de protection de la nature ont également fait valoir que celle-ci était parfois employée à la limite du cadre défini.
D'après l'article L. 142-2 du Code de l'urbanisme, le produit de la TDENS peut être employé :
- pour l'acquisition, par voie amiable, par expropriation ou par exercice du droit de préemption de terrains, ainsi que pour l'aménagement et l'entretien de tout espace naturel, appartenant au département, sous réserve de son ouverture au public dans les conditions prévues à l'article L. 142-10 ;
- pour sa participation à l'acquisition, à l'aménagement et la gestion de terrains au profit 
  - du Conservatoire de l'espace littoral et des rivages lacustres,
  - d'une commune ou par un établissement public de coopération intercommunale compétent,
  - de l'agence des espaces verts de la région d’Île-de-France.

Les terrains acquis peuvent être des bois, des parcs ou jardins, d'autres aires protégées, des espaces privés ouverts au public, des sites ou itinéraires identifiés au PDIPR, des chemins de halage ou des servitudes de marchepied ou encore en outremer, des espaces compris dans la Zone des cinquante pas géométriques.
- pour l'acquisition de sites destinés à la préservation de la ressource en eau, leur aménagement et leur gestion ;
- pour les travaux contribuant à la préservation ou à la remise en bon état des continuités écologiques identifiées dans les schémas prévus à l'article L. 371-3 du code de l'environnement.

De fait, les ENS contribuent aussi à la trame verte et bleue , à renforcer le réseau des sites Natura 2000 et des réserves naturelles régionales.

## Exemples
- Les étangs de Baye et Vaux, sur les communes de La Collancelle et de Vitry-Laché, dans le département de la Nièvre en Bourgogne-Franche-Comté. Des travaux de mise en valeur des paysages ont débuté en 1999, et de nouveaux aménagements réalisés en 2010[7]. Le site, propriété du conseil départemental de la Nièvre depuis 1972, propose trois sentiers de promenade et un observatoire de la faune locale.
- Le Bec d'Allier, sur la commune de Gimouille dans la Nièvre. Le sentier du Passeur, inauguré en 1999, a fait l'objet d'une collaboration entre le Conseil général et la WWF. Le site a de plus intégré le réseau des Sites Panda en 2004.
- L'Eden Liberia, sur l'île de La Réunion. Le Conseil départemental mène par ailleurs une politique d'insertion sociale en faveur des personnes en situation précaire, en leur confiant des missions de sensibilisation et de valorisation des ENS.
- La réserve ornithologique du lac de la Raho, dans les Pyrénées-Orientales. D'environ 23 hectares, elle jouxte une base de loisirs qui accueille près d'un million de visiteurs par an. Le conseil général a choisi de clôturer la réserve pour préserver la richesse écologique du site, et communique sur les actions engagées dans une optique d'éducation des touristes à l'environnement.
- La vallée du Couesnon, dans le département d'Ille-et-Vilaine.

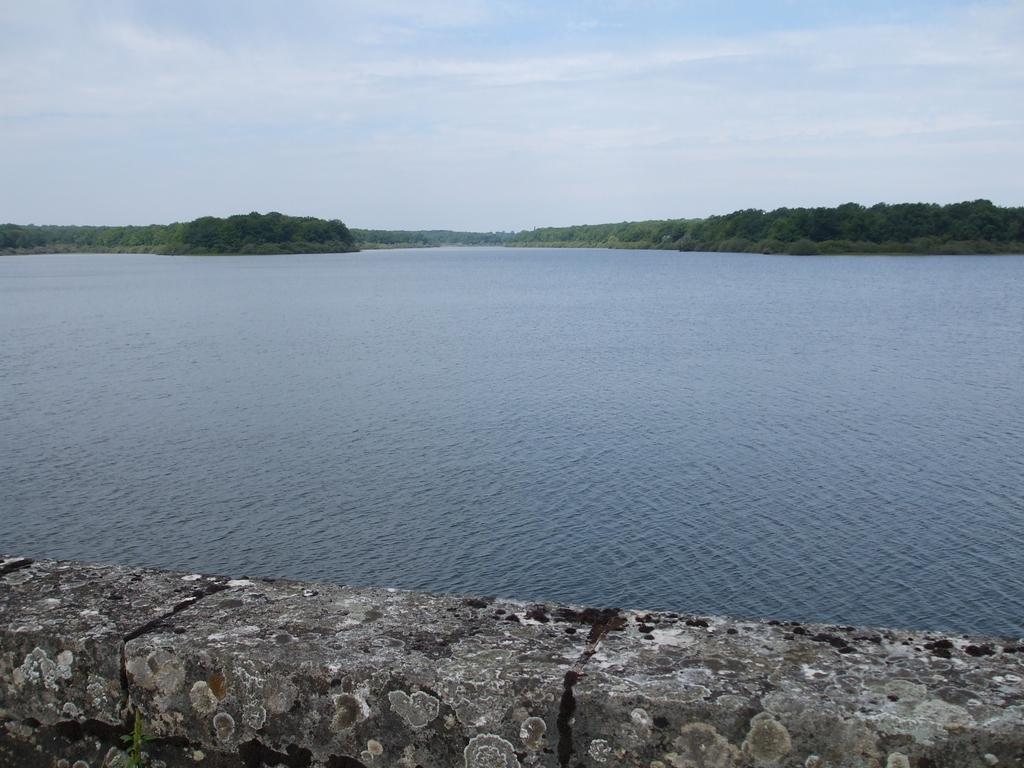
L'étang de Vaux depuis la digue le séparant de l'étang de Baye.
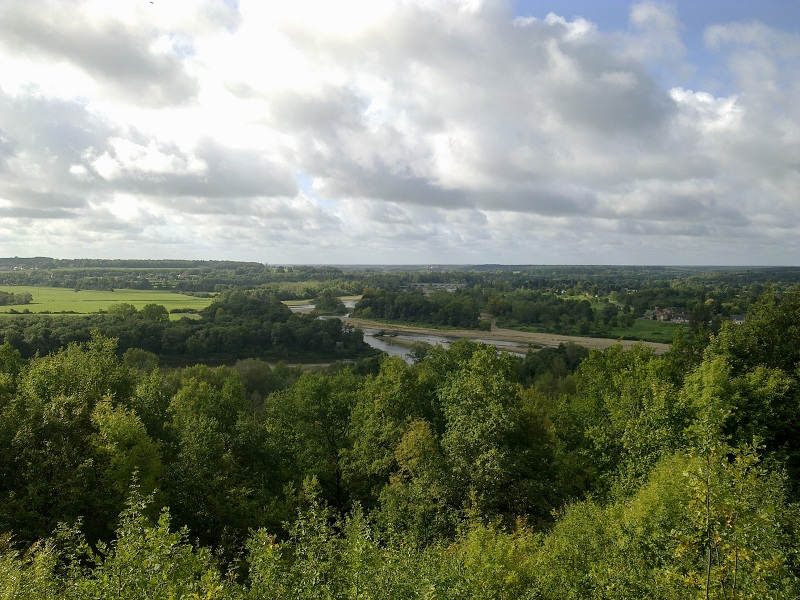
Panorama du Bec d'Allier.
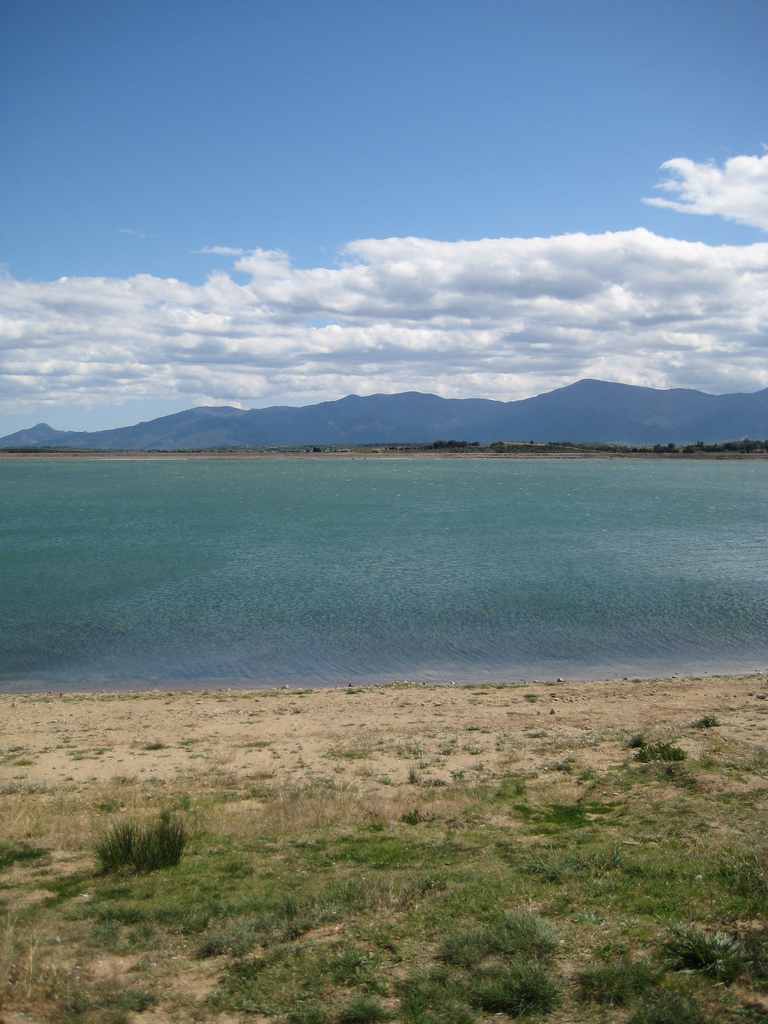
Lac de Villeneuve-de-la-Raho.
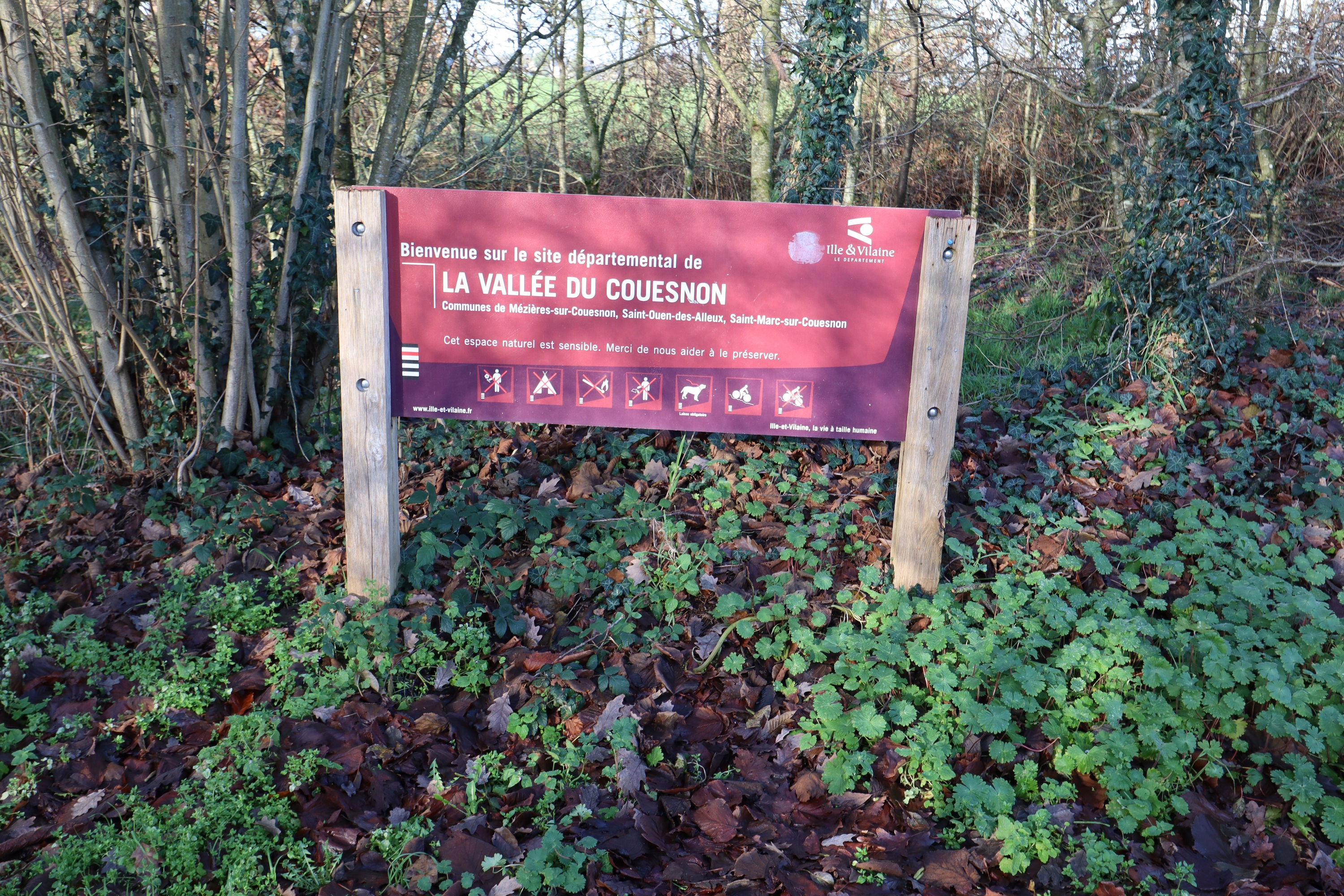
Vallée du Couesnon.

## Zone de préemption espaces naturels sensibles, dispositif juridique d'acquisition
Le code de l’urbanisme (articles L. 215‑1 à L. 215‑27) donne compétence aux départements pour mettre en place « une politique de protection, de gestion et d’ouverture au public des espaces naturels sensibles (ENS), boisés ou non ». 
Pour mener à bien ces actions, les départements disposent d’un outil financier, la taxe d'aménagement (TA), afin d’acquérir des espaces ou de les aménager pour les ouvrir au public (sauf exception justifiée par la fragilité du milieu naturel), et d’un outil foncier, le droit de préemption.
Ce droit de préemption s’applique sur les zones de préemption des espaces naturels sensibles (ZPENS), dont le périmètre est défini et cartographié par le Département, les collectivités concernées et le cas échéant par des structures à but environnemental (Parcs naturels régionaux, Conservatoire du littoral...).
La procédure de préemption est déclenchée par l’envoi d’une déclaration d'intention d'aliéner (DIA) que doit adresser obligatoirement le notaire du propriétaire au président du conseil départemental. Le département ne préempte pas systématiquement. S’il préempte, il devient alors acquéreur prioritaire sur ces ZPENS lors de la mise en vente d’une parcelle qui y est incluse. Les terrains ainsi acquis deviennent des ENS.

## Intérêt et limites
Les limites sont celles des priorités écologiques que se donnent les départements, ainsi que celles des pressions foncières (coût), mais aussi des choix politiques, qui font que l'utilisation de la TDENS varie fortement d'un département à l'autre. 
La maîtrise foncière des territoires a pour objectif prioritaire de contribuer à la conservation du patrimoine naturel ou paysager, mais étant négociée aux échelles locales elle n'est pas toujours le reflet des priorités écologiques. Ce sont souvent les zones délaissées et de moindre valeur foncière qui sont acquises, protégées et mises en valeur, plus qu'un réseau écologique cohérent. 
Les réseaux des réserves naturelles nationales, Natura 2000 et des réserves naturelles régionales (RNR) peuvent, avec les mêmes limites compléter celui des sites ENS.
Enfin, la loi impose d'ouvrir et d'aménager à la fréquentation du public les sites acquis grâce à la taxe, mais il est admis qu'un site ENS soit fermé au public tout ou partie de l'année si la fragilité du milieu est incompatible avec la fréquentation ou les aménagements d'accueil du public (Exemples : falaises, tourbières de surface réduite, berges fragiles, milieux en cours de renaturation, etc.).
Dans certaines régions, une démarche d'insertion de ces sites dans un réseau écologique régional (trame verte) écologiquement plus cohérent est en cours, en application notamment de la Stratégie paneuropéenne pour la protection de la diversité biologique et paysagère.
Comme dans les réserves naturelles, peuvent se juxtaposer des objectifs contradictoires : protection du milieu et accessibilité des sites au plus grand nombre, conservation du bois mort et sécurité du public, etc. Certains estiment qu'il est préférable de privilégier quelques sites-vitrines en quelque sorte « sacrifiés » au public le plus large, tout en restaurant le reste du patrimoine.